# Mochlosoma sarcinale
Mochlosoma sarcinale är en tvåvingeart som beskrevs av Henry J. Reinhard 1958. Mochlosoma sarcinale ingår i släktet Mochlosoma och familjen parasitflugor. Inga underarter finns listade i Catalogue of Life.